# Louis-Albert Delabarre
Louis-Albert Delabarre (Soissons, França, 12 de juliol de 1809 - Brussel·les, Bèlgica, 3 de maig de 1885) professor i concertista d'oboè francès.
Va fer els estudis d'oboè amb Vogt en el Conservatori de París ensems que avançava sobre estudis generals sobre musica; el 1838 fou solista del teatre Reial de Brussel·les i professor del conservatori de Gante. Va figurar entre els primers concertistes del seu temps i va escriure com a peces obligades d'oboè; Noel, Souvenirs d'Allemagne, Ma Normandie, Le lever de l'aurora, Souvenirs de l'Irlande, La Romanesca, Souvenir d'Ecosse i La Berceuse indienne.